# الگوریتم جستجو
در علوم کامپیوتر و ریاضیات، یک الگوریتم جستجو، الگوریتمی است که یک مسئله را به عنوان ورودی می‌گیرد و بعد از ارزیابی کردن راه حل‌های ممکن، یک راه حل برای آن مسئله برمی‌گرداند. مجموعهٔ راه حل‌های ممکن برای یک مسئله را فضای جستجو می‌نامند. بعضی از الگوریتم‌ها که با عنوان الگوریتم‌های ناآگاهانه شناخته می‌شوند الگوریتم‌هایی هستند که از متدهای ساده‌ای برای جستجوی فضای نمونه استفاده می‌کنند. در حالی که الگوریتم‌های آگاهانه با استفاده روش‌هایی مبتنی بر دانش در بارهٔ ساختار فضای جستجو، می‌کوشند تا زمان جستجو را کاهش دهند.

## رده‌بندی
در کتاب راسل این الگوریتم‌ها به شکل زیر رده‌بندی شده‌اند.
- الگوریتم‌های ناآگاهانه
  - الگوریتم نخست-پهنا
  - الگوریتم نخست-ژرفا
- الگوریتم‌های آگاهانه
  - الگوریتم نخست-بهترین
  - الگوریتم مکاشفه‌ای

## جستجوی ناآگاهانه
یک الگوریتم جستجوی ناآگاهانه الگوریتمی است که به ماهیت مسئله کاری ندارد. از این رو می‌توانند به‌طور عمومی طراحی شوند و از همان طراحی برای محدودهٔ عظیمی از مسائل استفاده کنند، این امر نیاز به طراحی انتزاعی دارد. از جمله مشکلاتی که این چنین الگوریتم‌هایی دارند این است که اغلب فضای جستجو بسیار بزرگ است و نیازمند زمان زیادی (حتی برای نمونه‌های کوچک) می‌باشد. از این رو برای بالا بردن سرعت پردازش غالباً از الگوریتم‌های آگاهانه استفاده می‌کنند.
در این نوع الگوریتم‌ها، اگر اطلاعات اضافی دربارهٔ نودهایی که هنوز بیان و بسط داده نشده‌اند نداشته باشد تا بتواند تصمیم بگیرد که ابتدا کدام نود را بررسی نماید به عبارت دیگر روش‌های جستجویی که از مکاشفه استفاده نمی‌کنند غیر فعال هستند.
روش‌های جستجوی ناآگاهانه عبارتند از:
1. الگوریتم جستجوی اول سطح
2. الگوریتم جستجوی اول عمق
3. الگوریتم جستجو با هزینه یکنواخت
4. الگوریتم جستجوی عمقی محدود شده
5. جستجوی عمق اول عمیق‌کننده تکراری
6. الگوریتم جستجوی دو طرفه

## جستجوی لیست
الگوریتم‌های جستجوی لیست شاید از ابتدایی‌ترین انواع الگوریتم‌های جستجو باشند. هدف آن پیدا کردن یک عنصر از مجموعه‌ای از کلید هاست (ممکن است شامل اطلاعات دیگری مرتبط با آن کلید نیز باشد). ساده‌ترین این الگوریتم‌ها، الگوریتم جستجوی ترتیبی است که هر عنصر از لیست را با عنصر مورد نظر مقایسه می‌کند. زمان اجرای این الگوریتم از (O(n است وقتی که n تعداد عناصر در لیست باشد. اما می‌توان از روش دیگری استفاده کرد که نیازی به جستجوی تمام لیست نباشد. جستجوی دودویی اندکی از جستجوی خطی است. زمان اجرای آن از(O(lgn است. این روش برای لیستی با تعداد دادهٔ زیاد بسیار کار آمد تر از روش الگوریتم جستجوی ترتیبی است. اما در این روش لیست باید قبل از جستجو مرتب شده باشد.جستجو با میان یابی برای داده‌های مرتب شده با تعداد زیاد و توزیع یکنواخت، مناسب تر از جستجوی دودویی است. زمان اجرای آن به‌طور متوسط ((O(lg(lgn است ولی بدترین زمان اجرای آن (O(n می‌باشد.
الگوریتم graver الگوریتم پله‌ای است که برای لیست‌های مرتب نشده‌استفاده می‌شود.
جدول درهم‌سازی نیز برای جستجوی لیست به کار می‌رود. به‌طور متوسط زمان اجرای ثابتی دارد. اما نیاز به فضای اضافه داشته و بدترین زمان اجرای آن از(O(n است.

## جستجوی درختی
الگوریتم‌های جستجوی درختی، قلب شیوه‌های جستجو برای داده‌های ساخت یافته هستند. مبنای اصلی جستجوی درختی، گره‌هایی است که از یک ساختمان داده گرفته شده‌اند. هر عنصر که بخواهد اضافه شود با داده‌های موجود در گره‌های درخت مقایسه می‌شود و به ساختار درخت اضافه می‌شود. با تغییر ترتیب داده‌ها و قرار دادن آن‌ها در درخت، درخت با شیوه‌های مختلفی جستجو می‌شود. برای مثال سطح به سطح (جستجوی نخست-پهنا) یا پیمایش معکوس درخت (جستجوی نخست-ژرفا). از مثال‌های دیگر جستجوهای درختی می‌توان به جستجوی عمقی تکرار شونده، جستجوی عمقی محدود شده، جستجوی دوطرفه، جستجوی هزینه یکنواخت اشاره کرد.

## جستجوی گراف
بسیاری از مسائل در نظریهٔ گراف می‌تواند با الگوریتم‌ها ی پیمایش درخت حل شوند، مثل الگوریتم دیکسترا، الگوریتم کروسکال، الگوریتم نزدیک‌ترین همسایه و الگوریتم پریم. می‌توان این الگوریتم‌ها را توسعه یافتهٔ الگوریتم‌های جستجوی درختی دانست.

## جستجوی آگاهانه
در یک جستجوی آگاهانه، از نوع خاصی از مسائل به عنوان راهنما استفاده می‌شود. یک گونهٔ خوب یک جستجوی آگاهانه با کارایی قابل توجهی نسبت به جستجوی ناآگاهانه به وجود می‌آورد. الگوریتم‌های برجستهٔ کمی از جستجوی آگاهانهٔ یک لیست وجود دارد. یکی از این الگوریتم‌ها hash table با یک تابع hash که برمبنای نوع مسئله‌ای که دردست است می‌باشد. بیشتر الگوریتم‌های جستجوی آگاهانه، بسطی از درخت‌ها هستند. همانند الگوریتم‌های ناآگاهانه، این الگوریتم‌ها برای گراف‌ها نیز می‌توانند به کار روند.

## جستجوی خصمانه
در یک بازی مثل شطرنج، یک درخت بازی شامل تمام حرکات ممکن توسط هر دو بازیکن و نتایج حاصل از ترکیب این حرکات وجود دارد، و ما می‌توانیم این درخت را جستجو کرده و مؤثرترین استراتژی برای بازی را بیابیم. این چنین مسائلی دارای مشخصهٔ منحصر به فردی هستند. برنامه‌های بازی‌های رایانه‌ای، و همچنین فرم‌های هوش مصنوعی مثل برنامه‌ریزی ماشین‌ها، اغلب از الگوریتم‌های جستجو مثل الگوریتم minimax (مینیمم مجموعه‌ای از ماکزیمم‌ها)، هرس کردن درخت جستجو و هرس کردن آلفا-بتا استفاده می‌کنند.

## الگوریتم اف اسکن
(FSCAN) F-SCAN یک الگوریتم زمان‌بندی دیسک است که حرکت آرم و هد دیسک در سرویس دهی درخواست‌های خواندن و نوشتن را تعیین می‌کند. طی روبش تمام درخواست‌ها در صف اول داده‌ها ی اولیه هستند و تمام درخواست‌های جدید در صف داده‌های ثانویه قرار داده می‌شوند. بنابراین سرویس دهی به درخواست‌های جدید به تأخیر می‌افتد تا زمانی که تمام درخواست‌های قدیمی تحت پردازش قرار گیرد. هنگامی که روبش پایان می‌یابد آرم به تمام صف داده‌های اولیه برده می‌شود و دوباره سرتاسر آن شروع می‌شود.

### تحلیل الگوریتم
الگوریتم F-SCAN مطابق N-Step-SCAN از چسبانکی آرم جلوگیری می‌کند در صورتی که در الگوریتم‌های دیگر مانند SSTF, SCAN و C-LOOK چنین امری اتفاق نمی‌افتد. چسبانکی آرم در الگوریتم‌های دیگر وقتی رخ می‌دهد که هجمه‌ای از درخواست‌ها برای مسیر مشترک موجب می‌شود تا آرم دیسک توقف پردازش در آن مسیر گردد، از این رو ترجیح داده می‌شود که هیچ جستجویی برای درخواست‌های آن مسیری که در آن است مورد تأیید واقع نشود، از آن جا که F-SCAN درخواست‌ها را به دو صف داده‌ها جدا می‌کند، روبرو شدن با درخواست‌های جدید به صف داده‌های در حال انتظار برده می‌شود، آرم روبش خود را تا مسیر بیرونی ادامه می‌دهد و از این رو چسبانکی پیش روی الگوریتم نیست. یک معاوضه آشکار وجود دارد به طوری که درخواست‌ها در صف داده‌های در حال انتظار باید انتظار طولانی‌تر تا برای به اجرا درآوردن بکشند، اما در مبادله F-SCAN برای تمام درخواست‌های رضایت بخش تر است.
دیگر متغیرها شامل موارد زیر می‌شود:
- الگوریتم آسانسور –اسکن
- LOOK (C-LOOK)
- N-Step-SCAN